# Sparvöga (sång)
Sparvöga är en ballad skriven och inspelad av Marie Fredriksson och släppt på singel 1989, med en instrumental version av samma låt som B-sida. Låten ingick i soundtrackmusiken till TV-serien med samma namn 1989.
Den blev en stor hitlåt i Sverige, och på den svenska singellistan låg den som högst på sjätte plats.
År 1989 tolkades låten av Jigs på albumet Goa bitar 11 samt av Simons som B-sida till singeln "Innan sommaren är kommen".

## Listplaceringar
| Lista (1989) | Topplacering |
| ------------ | ------------ |
| Sverige      | 6            |